# Давиденко, Василий Иванович
Васи́лий Ива́нович Давиде́нко (6 (19) июня 1915 года, село Привольное, Лисичанская волость, Бахмутский уезд, Екатеринославская губерния, Российская империя — 15 апреля 2002, Москва, Россия) — советский военный деятель, генерал-лейтенант (1962). Герой Советского Союза (1943).

## Биография
Родился 6 (19) июня 1915 года в селе Привольное Лисичанской волости Бахмутского уезда Екатеринославской губернии (ныне город Приволье Луганской области, Украина). В 1932 году окончил 7 классов школы в посёлке Привольное. Работал токарем на шахте имени Артёма, а в январе-ноябре 1935 года — подземным электрослесарем на шахте «1 мая» Лисичанского рудоуправления.
В Красной Армии с ноября 1935 года. В 1938 году окончил Одесское пехотное училище. Служил с июля 1938 года командиром пулемётного взвода и с октября 1938 — командиром пулемётной роты 80-го стрелкового полка 57-й стрелковой дивизии в Забайкальском военном округе. Участник боёв с японцами на реке Халхин-Гол (Монголия), при этом в бою 21 августа 1939 года при завершающем разгроме японской группировке на Халхин-Голе командир пулемётной роты 80-го стрелкового полка лейтенант В. И. Давиденко был контужен и отправлен в госпиталь. После выздоровления служил в том же полку, с ноября 1939 — адъютант старший этого полка, с января 1941 — помощник начальника штаба по разведке этого полка.
В октябре 1941 года направлен на учёбу. В январе 1942 года окончил ускоренный курс Военной академии имени М. В. Фрунзе, находившейся в эвакуации в городе Фрунзе (Киргизия). С 28 января 1942 года служил начальником штаба 343-го стрелкового полка 38-й стрелковой дивизии в Среднеазиатском военном округе (полк и дивизия в это время формировались в Алма-Ате). В мае 1942 года дивизия прибыла на Юго-Западный фронт, вошла в состав 28-й армии и начала боевые действия.
Участник Великой Отечественной войны: с мая 1942 — начальник штаба, а в августе 1942 — мае 1945 — командир 343-го (с марта 1943 — 214-го гвардейского) стрелкового полка. Воевал на Юго-Западном, Сталинградском, Донском, Воронежском, Степном, 2-м и 3-м Украинских фронтах. Участвовал в Харьковском сражении, Воронежско-Ворошиловградской операции, Сталинградской и Курской битвах, Белгородско-Харьковской операции, освобождении Левобережной Украины и битве за Днепр, Березнеговато-Снигирёвской, Белградской, Балатонской и Венской операциях. 8 марта 1944 года был тяжело ранен в левую ногу осколком снаряда и до августа 1944 года находился в госпиталях в городах Днепропетровск и Одесса (Украинская ССР).
Особо отличился при форсировании Днепра. В ночь на 25 сентября 1943 года полк под его командованием, используя подручные средства, форсировал реку Днепр и овладел одним из островов на реке. 26 сентября 1943 года полк занял южную окраину села Бородаевка (Верхнеднепровский район Днепропетровской области, Украинская ССР) и успешно отразил контратаку до полка пехоты противника в сопровождении танков. 28 сентября 1943 года полк штурмом овладел Бородаевкой и продолжил наступление на позиции противника.
За умелое командование полком и проявленные в боях с немецко-фашистскими войсками мужество и героизм указом Президиума Верховного Совета СССР от 26 октября 1943 года гвардии подполковнику Давиденко Василию Ивановичу присвоено звание Героя Советского Союза с вручением ордена Ленина и медали «Золотая Звезда».
После войны до ноября 1945 года продолжал командовать тем же стрелковым полком (в Южной группе войск (ЮГВ), Румыния). С ноября 1945 — начальник Курсов усовершенствования офицеров пехоты Южной группы войск. С июня 1946 — заместитель командира 61-й гвардейской стрелковой дивизии по строевой части в ЮГВ, с ноября 1946 года командовал 61-м механизированным полком в 19-й механизированной дивизии 10-й механизированной армии ЮГВ, с апреля 1947 — командир 80-го гвардейского механизированного полка 23-й гвардейской механизированной дивизии в Южной группе войск (Румыния) и одновременно начальник гарнизона города Рымнику-Сэрат.
С июня 1948 — командир 324-го отдельного гвардейского стрелкового батальона 43-й отдельной гвардейской стрелковой бригады (в Таврическом военном округе). С декабря 1950 года командовал 15-м гвардейским стрелковым полком в 2-й гвардейской стрелковой дивизии в Московском военном округе, а с августа 1952 года — 281-м стрелковым полком 341-й стрелковой дивизии в Северном военном округе). С декабря 1953 по ноябрь 1956 года — командир 67-й стрелковой дивизии (в Северном военном округе). Затем направлен на учёбу на Высшие академические курсы при Высшей военной академии имени К. Е. Ворошилова, в январе 1957 года переведён на обучение на основной курс этой академии.
В 1958 году окончил Военную академию Генерального штаба. С ноября 1958 — 1-й заместитель командующего 6-й армией (в Северном, с мая 1960 — в Ленинградском военных округах), с января 1961 — заместитель командующего войсками Закавказского военного округа по боевой подготовке и военно-учебным заведениям — начальник управления боевой подготовки и вузов штаба округа. С ноября 1962 — начальник управления боевой подготовки Главного управления боевой подготовки, а с марта 1969 — заместитель начальника Главного управления боевой подготовки Сухопутных войск СССР.
В мае 1974 — ноябре 1976 — помощник представителя Главнокомандующего Объединёнными вооружёнными силами государств — участников Варшавского Договора в Болгарии по сухопутным войскам. С января 1977 года — консультант Высших офицерских курсов «Выстрел» (город Солнечногорск Московской области). С сентября 1983 года генерал-лейтенант В. И. Давиденко — в отставке.
Жил в Москве. Работал над мемуарами. Умер 15 апреля 2002 года. Похоронен на Троекуровском кладбище в Москве.

## Воинские звания
- лейтенант (5.06.1938)
- старший лейтенант (16.07.1940);
- капитан (6.09.1942);
- майор (26.02.1943);
- подполковник (13.03.1943);
- полковник (23.03.1944);
- генерал-майор (8.08.1955);
- генерал-лейтенант (27.04.1962)

## Награды
- Герой Советского Союза (26.10.1943);
- 2 ордена Ленина (27.08.1943; 26.10.1943);
- 4 ордена Красного Знамени (29.12.1942; 28.03.1944; 26.10.1955; 30.10.1967);
- 2 ордена Отечественной войны 1-й степени (19.03.1945; 11.03.1985);
- 2 ордена Красной Звезды (6.02.1943; 15.06.1952);
- орден «За службу Родине в Вооружённых Силах СССР» 3-й степени (30.04.1975);
- медаль «За отвагу» (17.11.1939);
- медаль «За боевые заслуги» (6.11.1945);
- другие медали СССР и Российской Федерации;
- орден «9 сентября 1944 года» 1-й степени с мечами (Болгария, 1977);
- орден Тудора Владимиреску 2-й степени (Румыния, 1.10.1974);
- орден Тудора Владимиреску 5-й степени (Румыния, 1969);
- орден «За боевые заслуги» (Монголия);
- орден Военного флага (Югославия, 1964);
- иностранные медали;
- Почётный гражданин города Шебекино (Белгородская область, 1973).

## Труды
- Давиденко В. И. Армия — судьба моя. — М., 1999. — 255 с.